# 이원순 (1926년)
이원순(李元淳, 1926년 7월 26일 ~ 2018년 8월 10일)은 대한민국의 사학자였다. 서울대학교 역사교육과의 명예교수이다.
서울대학교 사범대학 역사교육과 교수, 서울대학교 사범대학 학장, 민족문화추진회 회장, 국사편찬위원회 위원장 등을 역임했다.
유년기 그는 부친께 "이제부터 내가 하는 말은 듣기만 하고 다른 사람에게 말하거나, 적어놓지도 말고, 남에게 전하지도 말라"는 말씀과 함께 우리 역사와 문화에 관한 이야기를 들었다. 소학교를 졸업하고 평양에 위치한 5년제 중학교에 진학했는데, 이 중학교는 신사참배를 반대하다 총독부에 의해 폐교 조치된 한 사립중학교에 다니던 학생들을 받아들인 학교였다. 이어 경성사범학교 본과에서 수학하면서 과거에 집착하는 '한(恨)의 사학'이 아닌 미래지향적 '생(生)의 사학'에 뜻을 품고 서울대학교 사범대학 역사과에 진학했다. 그는 해방 전후 혼란한 정국과 경제가 악화된 상황 속에서 해방 공간의 한 학도로서 앞으로 민족사 발전을 위해 무슨 일을 할 것인가 끊임없이 궁리한 학자였다. (『역사가의 탄생』, 지식산업사, 2008 참조)

## 이력

### 학력
- 경성사범학교 본과
- 서울대학교 사범대학 역사과

### 경력
- 서울대학교 사범대학 역사교육과 교수 (1967. 4. 1. ~ 1991. 8. 31.)
- 서울대학교 제22대 사범대학장 (1989. 7. 27. ~ 1991. 7. 26.)
- 민족문화추진회 3대 회장 (1992. 3. 31. ~ 1996. 3. 30.)
- 국사편찬위원회 6대 위원장 (1994. 9. 26. ~ 1999. 8. 1.)

### 저서
- 『歷史敎育論』(공저), 삼영사, 1980.
- 『歷史敎育 : 理論과 實際』(공저), 正音文化社, 1985.
- 『朝鮮西學史硏究』, 一志社, 1986.
- 『한국천주교회사연구』, 한국교회사연구소, 1986.
- 『한국교회사의 산책』, 한국교회사연구소, 1988.
- 『朝鮮時代史論集 : 안(한국)과 밖(세계)의 역사』, 느티나무, 1992.

## 수상
- 성 그레고리오 대교황 대십자 훈장
- 기사단장
- 한국가톨릭학술상 공로상 2회

## 기타

### 명예박사 학위
- 한국정신문화원 명예박사